# Oxyuranus microlepidotus
Oxyuranus microlepidotus (Șarpele vajnic) este o specie de șarpe veninos care în trecut avea denumirea științifică de "Parademansia microlepidota". El trăiește în Australia, fiind considerat ca cel mai veninos șarpe din lume. Oxyuranus microlepidotus, este o specie de taipan care a fost descoperit și descris în anul 1879 de Sir Frederick McCoy, și care era denumit "Small Scaled Snake", "Western Taipan" sau "Fierce Snake" (șarpe sălbatic). Gradul mare de toxicitate al veninului său a fost descoperit pe mijlocul anilor 1980.

## Caractere morfologice
Lungimea corpului este între 1,5 - 2,5 m, capul continuându-se direct cu corpul care aceași grosime ca și capul. Șarpele are o culoare cu nuanțe de la brun închis până la galben măsliniu, iarna având nuanțe de culoare mai închisă.

## Comportament și mod de viață
Din cauza toxicității veninului s-a răspândit ideea, că ar fi foarte agresiv, adevărul este că este un șarpe sperios, care se retrage în găuri, în caz de pericol. Atacă agresorul, numai în cazul în care nu se poate retrage și se simte în pericol. Șarpele vânează ziua, prada lui fiind rozătoarele mici ca șobolanul (Rattus villosissimus), șoarecele comun (Mus musculus) și șoarecele marsupial (Antechinomys laniger). Taipanul trăiește în regiunile de deșert departe de așezările omului, mai ales în vestul statului Queensland și mai rar în sudul statului New South Wales din Australia.

## Veninul
Colții cu venin au lungimea între 3,5 și 6,2 mm, cantitatea de venin inoculată la o mușcătură fiind între 44,2 mg și 110 mg. Doza LD50 la inoculare subcutană este de 0,025 mg/kg. Veninul taipanului este 50 de ori mai otrăvitor ca al cobrei din India (Naja naja) și de 650–850 de ori mai toxică ca al șarpelui cu clopoței (Crotalus). Doza de la o mușcătură a șarpelui ar ajunge să omoare între 100 - 250 de oameni, 250.000 de șoareci sau 150.000 de șobolani. Datorită habitatului șarpelui până în prezent nu au fost semnalate cazuri mortale la om. Din cauza mușcăturilor șerpilor de mare, unii susțin că șerpii marini ar fi mai veninoși, ceea ce nu corespunde cu realitatea.